# Eiterbach (Jagst)
Der Eiterbach ist ein Bach in der Stadtteilgemarkung Jagstheim der Stadt Crailsheim im baden-württembergischen Landkreis Schwäbisch Hall. Nach 11⁄3 km langem Lauf im Wesentlichen nach Osten mündet er am Südostrand von Jagstheim von links in die mittlere Jagst.

## Geographie

### Verlauf
Der Eiterbach beginnt seinen Lauf etwa 1,0 km südwestlich der Ortsmitte von Jagstheim im Hauberswasen nahe einem Aussiedlerhof an der Honhardter Straße in recht flacher Flur. Dort setzt auf etwa 428 m ü. NHN ein kahler, schmaler, ostwärts laufender und anfangs oft durchflussloser Graben ein, der schon nach wenigen Dutzend Metern verdolt einen Feldstreifen unterquert. Zwischen den bald folgenden nächsten zwei Feldwegquerungen stehen erstmals ein paar Bäume am recht gerade gezogenen Graben.
Erst etwa einen halben Kilometer nach dem Grabenanfang setzt am dort in einer etwa anderthalb Meter eingetieften Geländefurchen laufenden Bach linksseits eine von der Schwarzerle dominierte Begleitgalerie ein. Der meist um einen Meter breite Bach ist dort zunächst naturnah ausgebildet, er ist leicht gewunden und wird an manchen Stellen von eingewachsenen Baumwurzeln etwas gestaut, sein Grund ist schlammig. Nach Osten zu wird der Bachlauf wieder gerader und die Ufer sind teil mit Betonschwellen verbaut.
Nahe am Südrand von Jagstzell unterquert der Bach die Bundesstraße 290 und bald darauf die Bahnstrecke Goldshöfe–Crailsheim. Um ein kleines Gewerbegebiet am Südostrand des Dorfes herum biegt der Lauf auf den letzten 150 Metern nach Nordwesten, dort grenzt an ihn rechtsseits das Landschaftsschutzgebiet Jagsttal mit angrenzenden Gebieten zwischen der Kreisgrenze gegen den Ostalbkreis und der Brücke der Bundesstraße 290 über die Jagst bei der Wiesmühle in der Jagstaue. Dann fließt der Eiterbach kurz vor dem Wehr der Jagstheimer Obermühle auf 405,7 m ü. NHN von links in die mittlere Jagst ein.
Der Eiterbach mündet nach etwa 1,3 km langem Lauf mit mittlerem Sohlgefälle von etwa 17 ‰ rund 22 Höhenmeter unterhalb des Grabenanfangs am Aussiedlerhof. Er hat keine offenen Zuflüsse.

### Einzugsgebiet
Der Eiterbach hat ein etwa 0,8 km² großes Einzugsgebiet, das naturräumlich zum Unterraum Burgberg-Vorhöhen und Speltachbucht der Schwäbisch-Fränkischen Waldberge gehört und administrativ zur Stadtteilgemarkung Jagstheim von Crailsheim. Am höchsten ist es mit etwa 456 m ü. NHN an der Westspitze am Fuß des Butzenbergs. Es gibt darin keinerlei Wald. Die flachwellige Landschaft wird vor allem ackerbaulich genutzt. Außer den wenigen Gewerbebauten linksseits kurz vor der Mündung liegen im Einzugsgebiet nur zwei Aussiedlerhöfe westlich von Jagstheim und ein Schützenhaus, die alle auf den niedrigen Seitenhügeln stehen. Angrenzende Einzugsgebiet sind das der Speltach im Nordwesten, die am unteren Ortsende von Jagstheim in die Jagst mündet, und das des Brunnenbachs im Süden, der nahe dem nächstoberen Weiler Steinbach an der Jagst der Nachbargemeinde Frankenhardt in den Fluss einfließt.

## Geologie
Das Einzugsgebiet liegt größtenteils in Schichthöhe des Gipskeupers (Grabfeld-Formation), nur am Nordwestrand liegt der in der Keuper-Ablagerungsfolge höhere  Schilfsandstein (Stuttgart-Formation). Das westlichste Einzugsgebiet wird oberhalb des Bachanfangs von einer Nordwest-Südost streichenden Störung gequert, die eine kleine Schilfsandsteininsel im Südwesten gegen Gipskeuper im Nordosten versetzt, die Hochscholle liegt also der Jagst zu. Im Nahbereich von Jagstheim ist der Gipskeuper mit Terrassensedimenten der pleistozänen Jagst überlagert, während in den Jagstaue östlich der Bahnlinie Auenlehme eingelagert sind.

### LUBW
Amtliche Online-Gewässerkarte mit passendem Ausschnitt und den hier benutzten Layern: Lauf und Einzugsgebiet des Eiterbachs

Allgemeiner Einstieg ohne Voreinstellungen und Layer: Daten- und Kartendienst der Landesanstalt für Umwelt Baden-Württemberg (LUBW) (Hinweise)
1. 1 2  Höhe nach dem Höhenlinienbild auf dem Hintergrundlayer Topographische Karte.
2. ↑  Länge nach dem Layer Gewässernetz (AWGN), ergänzt um ein kleines, auf der Gewässerkarte nicht berücksichtigtes Anfangsstück, das auf dem Hintergrundlayer Topographische Karte abgemessen wurde.
3. ↑  Einzugsgebiet abgemessen auf dem Hintergrundlayer Topographische Karte.
4. ↑  Schutzgebiete nach den einschlägigen Layern, Natur teilweise nach dem Layer Geschützte Biotope.

### Andere Belege
1. ↑  Höhe nach schwarzer Beschriftung auf dem Layer WMS LGL-BW Topographische Freizeitkarte 1:25.000 auf: Geoportal Baden-Württemberg (Hinweise)
2. ↑  Wolf-Dieter Sick: Geographische Landesaufnahme: Die naturräumlichen Einheiten auf Blatt 162 Rothenburg o. d. Tauber. Bundesanstalt für Landeskunde, Bad Godesberg 1962. → Online-Karte (PDF; 4,7 MB)
3. ↑  Geologie nach den Layern zu Geologische Karte 1:50.000 auf: Mapserver des Landesamtes für Geologie, Rohstoffe und Bergbau (LGRB) (Hinweise)